# Escuela Yasui
La Escuela Yasui (安井家) fue una de las cuatro escuelas de Go, durante el periodo Edo de la historia japonesa.
La casa tuvo un Meijin: Sanchi.

## Jefes de casa
1. 安井算哲 Santetsu 1612-1644
2. 安井算知 Sanchi 1644-1696
3. 安井知哲 Chitetsu 1696-1700
4. 安井仙角 Senkaku 1700-1737
5. 安井春哲仙角 Shuntetsu 1737-1775
6. 安井仙哲 Sentetsu 1775-1780
7. 安井仙角仙知 Senchi 1780-1814
8. 安井知得仙知 Senchi II 1814-1838
9. 安井俊哲算知 Sanchi II 1838-1858
10. 安井算英 Sanei 1858-1903

La escuela dejó de existir tras la muerte de Sanei.
- Datos: Q3274458